# Tysklands Grand Prix 1990
Tysklands Grand Prix 1990 var det nionde av 16 lopp ingående i formel 1-VM 1990.

## Resultat
1. Ayrton Senna, McLaren-Honda, 9
2. Alessandro Nannini, Benetton-Ford, 6
3. Gerhard Berger, McLaren-Honda, 4
4. Alain Prost, Ferrari, 3
5. Riccardo Patrese, Williams-Renault, 2
6. Thierry Boutsen, Williams-Renault, 1
7. Ivan Capelli, Leyton House-Judd
8. Derek Warwick, Lotus-Lamborghini
9. Alex Caffi, Arrows-Ford
10. Nicola Larini, Ligier-Ford
11. Jean Alesi, Tyrrell-Ford (varv 40, transmission)

### Förare som bröt loppet
- JJ Lehto, Onyx (Monteverdi-Ford) (varv 39, för få varv)
- Éric Bernard, Larrousse (Lola-Lamborghini) (35, bränslepump)
- Aguri Suzuki, Larrousse (Lola-Lamborghini) (33, koppling)
- Satoru Nakajima, Tyrrell-Ford (24, motor)
- Nelson Piquet, Benetton-Ford (23, motor)
- Pierluigi Martini, Minardi-Ford (20, motor)
- Gregor Foitek, Onyx (Monteverdi-Ford) (19, snurrade av)
- Nigel Mansell, Ferrari (15, trasig vinge)
- Mauricio Gugelmin, Leyton House-Judd (12, motor)
- David Brabham, Brabham-Judd (12, motor)
- Michele Alboreto, Arrows-Ford (10, motor)
- Martin Donnelly, Lotus-Lamborghini (1, koppling)
- Stefano Modena, Brabham-Judd (0, koppling)
- Emanuele Pirro, BMS Scuderia Italia (Dallara-Ford) (0, kollision)

### Förare som diskvalificerades
- Philippe Alliot, Ligier-Ford (0)

### Förare som ej kvalificerade sig
- Olivier Grouillard, Osella-Ford
- Paolo Barilla, Minardi-Ford
- Yannick Dalmas, AGS-Ford
- Andrea de Cesaris, BMS Scuderia Italia (Dallara-Ford)

### Förare som ej förkvalificerade sig
- Gabriele Tarquini, AGS-Ford
- Roberto Moreno, EuroBrun-Judd
- Bertrand Gachot, Coloni-Ford
- Claudio Langes, EuroBrun-Judd
- Bruno Giacomelli, Life